# Fabio Maniscalco
Fabio Maniscalco (n. 1 august 1965, Napoli, Italia – d. 1 februarie 2008, Napoli, Italia) a fost un scriitor și arheolog italian.

## Opere principale
- Fabio Maniscalco, World Heritage and War, (2006)  Arhivat în 20 august 2007, la Wayback Machine. .
- Fabio Maniscalco, Protection of Nigerian Cultural Property (2006)
- Fabio Maniscalco (editor), Protection, Conservation and Exploitation of Palestinian Cultural Heritage, (2005).
- Fabio Maniscalco, Protection of Cultural property in Algeria, (2003).
- Fabio Maniscalco (editor), Protection of Cultural Heritage in War Areas, (2002).
- Fabio Maniscalco (editor), La tutela dei beni culturali in Italia,(2002).
- Fabio Maniscalco, Kosovo and Metohija 1998-2000, (2000).
- Fabio Maniscalco, Furti d'Autore. La tutela del patrimonio culturale mobile napoletano dal dopoguerra alla fine del XX secolo, (2000).
- Fabio Maniscalco, Jus Praedae, (1999).
- Fabio Maniscalco, Frammenti di storia venduta. I tesori di Albania, (1998).
- Fabio Maniscalco, Sarajevo: itinerari artistici perduti, (1997).
- Fabio Maniscalco, Protection, Conservation and Valorization of underwater cultural Property, 2004.
- Fabio Maniscalco, Forma Maris. Forum internazionale di archeologia subacquea, (2001).
- Fabio Maniscalco, Fondamenti di archeologia subacquea, (1998).
- Fabio Maniscalco, Ninfei ed edifici marittimi severiani del Palatium imperiale di Baia, (1997).
- Fabio Maniscalco, Il nuoto nel mondo greco-romano, (1995).
- Fabio Maniscalco, Archeologia Subacquea, (1992).